# Bargur
Bargur es una ciudad y nagar Panchayat situada en el distrito de Krishnagiri en el estado de Tamil Nadu (India). Su población es de 16366 habitantes (2011). Se encuentra a 15 km de Krishnagiri. 

## Demografía
Según el censo de 2011 la población de Bargur era de 16366 habitantes, de los cuales 8316 eran hombres y 8050 eran mujeres. Bargur tiene una tasa media de alfabetización del 79,68%, inferior a la media estatal del 80,09%: la alfabetización masculina es del 86,13%, y la alfabetización femenina del 73,09%.